# Château Saint-Louis
Das Château Saint-Louis war ein festungsähnliches Gebäude in der kanadischen Stadt Québec. Es diente als Gouverneurssitz und lag in der Oberstadt, am Rande des Felshangs von Cap Diamant. Heute befindet sich dort die Dufferin-Terrasse, unmittelbar neben dem Château Frontenac. Der Standort des Château Saint-Louis ist seit dem 19. Januar 2001 unter dem Namen Saint-Louis Forts and Châteaux National Historic Site als nationale historische Stätte klassifiziert.

## Geschichte

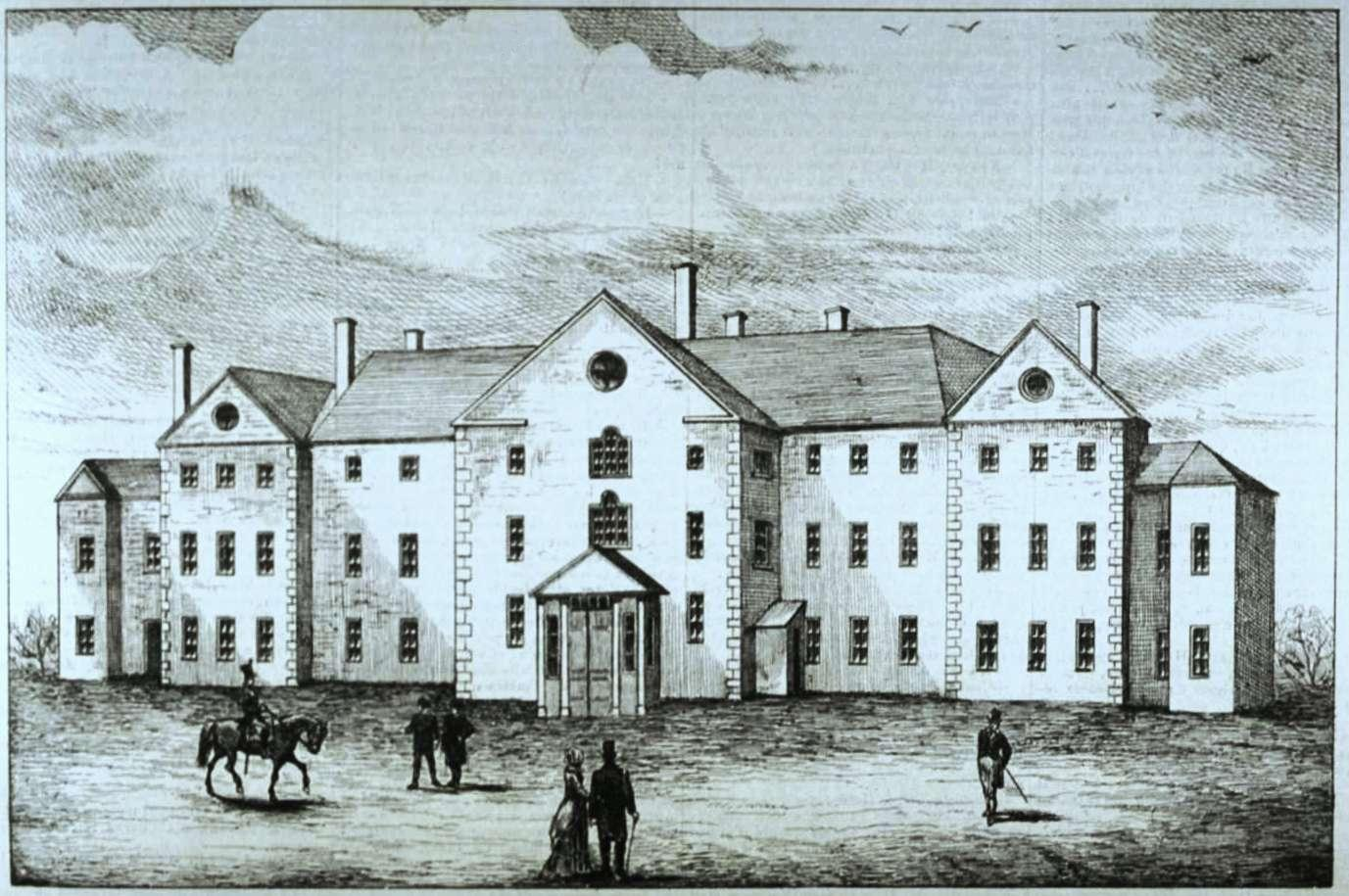
Château Saint-Louis zu Beginn des 19. Jahrhunderts

Samuel de Champlain hatte 1608 am Ufer des Sankt-Lorenz-Stroms (an der heutigen Place Royale) die Habitation de Québec erbaut, den ersten Gebäudekomplex der späteren Unterstadt. An der Spitze von Cap Diamant ließ er 1620 ein hölzernes Fort errichten, um die darunter liegende Siedlung zu schützen. Benannt war das Fort nach dem französischen König Louis XIII. Es erwies sich bald als unzureichend, weshalb es sechs Jahre später durch einen größeren Neubau ersetzt wurde. Charles Jacques Huault de Montmagny, der erste Generalgouverneur von Neufrankreich, ließ im Jahr 1636 die Palisaden durch eine Festungsmauer ersetzen.
Das erste Château Saint-Louis entstand 1648 anstelle des Forts. Das 26 Meter lange und sieben Meter breite Steingebäude mit Schindeldach diente als offizielle Residenz des Generalgouverneurs. Nach der Schlacht von Québec im Jahr 1690 ordnete Louis de Buade de Frontenac den Bau neuer Befestigungsanlagen an. 1694 verfügte er außerdem den Bau eines neuen Châteaus. Es hatte zwei Stockwerke und war 36 Meter lang. Aufgrund finanzieller Engpässe zog sich die Fertigstellung über drei Jahrzehnte lang hin.
Der Artilleriebeschuss während der Belagerung von Québec und der Schlacht auf der Abraham-Ebene im Jahr 1759 hatte schwere Schäden am Gebäude zur Folge, so dass der nördliche Pavillon abgebrochen werden musste. Die Briten stellten das übrige Gebäude bis 1768 wieder instand. Da es zunehmend als beengt galt, entstand zwischen 1780 und 1784 in unmittelbarer Nachbarschaft das Château Haldimand. Ab Beginn des 19. Jahrhunderts nutzte Gouverneur James Henry Craig das Château Saint-Louis wieder als Wohnsitz. Er ließ es 1808 umbauen und um ein Stockwerk erhöhen, wobei der Architekt den damals in Großbritannien beliebten Stil des Palladianismus anwendete.
In der Nacht des 23. Juni 1834 wurde das Château Saint-Louis durch einen Brand vollständig zerstört. Vier Jahre später errichtete man an seiner Stelle eine große Terrasse für Spaziergänger. Von 2005 bis 2007 fanden umfangreiche archäologische Grabungen statt, bei denen über eine halbe Million Artefakte zum Vorschein kamen.